# 胡索·艾賓
胡索·艾賓（ウッソ・エヴィン，Uso Ewin）是《機動戰士V鋼彈》中登場的人物。本故事中的主角，在宇宙世紀所登場的主角中，是最年輕的駕駛員（13歲，與《機動戰士GUNDAMAGE》第三世代主角同齡）。聲優是阪口大助。

## 人物經歷
- 初戰加沙里尼亞

U.C.0140年出生，他居住在東歐的非法居住區加沙里尼亞，與沙蒂·卡林（シャクティ・カリン）是小時候一起的青梅竹馬，他一邊過著平日的生活，另一邊等待失蹤的父母（胡索的父母屬於神聖軍事同盟，他的父親主要負責前線指揮，母親在阿納海姆電子公司工作，新型機動戰士V2高達都有參與研發）。U.C.0153年4月5日的黃昏，正乘坐滑翔傘飛行的時候看見贊斯卡爾帝國的新試作機動戰士追擊瑪比得所駕駛V高達核戰機，更在混亂中乘坐上了敵軍新試作機動戰士離開，當他回家後奧迪羅等人進入胡索家中，他們都是神聖軍事同盟年青成員，胡索開始同奧迪羅等人成為朋友。胡索從胡域市找到卡迪珍娜，返回加沙里尼亞遇見奧迪羅與瑪比得等人，瑪比得因傷無法駕駛V高達，胡索得知後協助神聖軍事同盟，而且駕駛V高達作戰，瑪比得觀察胡索戰鬥後認為他駕駛機動戰士擁有戰鬥的感覺和潛在能力，便使其成為了V高達的駕駛員，並在之後的戰鬥中創造了很多令人意想不到的作戰方法。
- 前往比之安飛機場

胡索等人知道據點遲早被敵人發現，並放棄據點開始準備脫離工作前往秘密生產工廠逃離敵軍追擊，雖然準備途中被敵軍發現，但是胡索等人利用地利成功逃離前往工廠。胡索正在秘密生產工廠協助工作，卡迪珍娜不想胡索在戰爭中駕駛V高達奪取別人生命，希望他放棄駕駛V高達，但是他幫助神聖軍事同盟沒有其他用意，之後工廠被敵軍發現不斷受襲擊只能離開工廠。正在前往比之安飛機場，沙蒂要求胡索帶她觀看櫻花，觀看途中被基特魯·狄布尼包圍，慶幸被修羅隊救出同時修羅隊擊殺基特魯。初期神聖軍事同盟人力單薄，令胡索要單獨作戰，其後遇上其他神聖軍事同盟的修羅隊成員，戰力開始上升。
- 亂戰直布羅陀

當到達比之安飛機場後，羅美路叫羅布特幫助他們運到歐洲破壞敵人的基地向伯爵報仇，但被羅布特拒絕你們負責運送V高達到基地，當他們離開的時候，羅布特突然說出「漢格基爾格·艾賓」，胡索聽後向他說出父親的下落，但他以沒有空閒為理由拒絕胡索的回應，之後飛機場受到路比·斯諾和托卡·伊庫部隊襲擊，之後運輸機起飛成功起飛往直布羅陀。胡索他們到達直布羅陀後，但敵軍同時到達，之後胡索去機場與公社經理曼迪拿見面講述父親往事同父親可能是在宇宙，奧利華要求部隊降下機場，但是以中立為理由被拒絕，其後胡索回去V高達要準備作戰，敵軍就以神聖軍事同盟正在攻擊他們為藉口發動攻擊，雙方以不擊中公社設施下展開混戰。期間敵軍發動攻擊，修羅隊出擊迎戰，戰鬥中敵軍射中發射軌道，修羅隊成員姬特·寶茜立即支撐軌道，在無法防禦下被敵人擊穿駕駛座死亡，最後胡索看見卡迪珍娜乘搭穿梭機上宇宙，想阻止出發但被姬特的亡靈阻止只好幫她支撐軌道，最後胡索出發前往宇宙……

## 主要機體
- LM312V04 V GUNDAM
  - LM312V04+SD-VB03A V-Dash GUNDAM
- LM314V21 V2 GUNDAM
  - LM314V23 V2 GUNDAM突擊型
  - LM314V24 V2 GUNDAM暴風型
  - LM314V23/24 V2 GUNDAM突擊暴風型
  - LM313V10 第二代V GUNDAM（小說版）
- ZM-S08G Zolo（ゾロ）
- ZMT-S12G 夏柯（シャッコー、Shokew）

## 關連項目
- 機動戰士V鋼彈